# Brizo
Brizo (altgriechisch Βριζώ Brizṓ, von βρίζειν brízein, deutsch ‚schlafen‘) war in der griechischen Mythologie eine Göttin der Delier.
Sie galt als Schutzgottheit der Schiffe und Seefahrer und gab prophetische Träume ein. Die delischen Frauen brachten ihr als Opfer Nahrungsmittel, allerdings ausdrücklich keine Fische, in nachenförmigen Gefäßen (σκάφαι skáphai) dar.